# Liste der Weltcuporte in der Nordischen Kombination
Die Liste der Weltcuporte in der Nordischen Kombination listet alle Weltcuporte in der Nordischen Kombination seit der Saison 1983/84 auf. Die Wettkämpfe werden auf der Nordhalbkugel ausgetragen und von der FIS organisiert. Bis zur Saison 2018/19 wurden an insgesamt 54 Orten Weltcuprennen veranstaltet.

## Erklärung
- Ort: Nennt den Ort des Weltcups.
- Land: Nennt das Land des Weltcups.
- Schanze Nennt die Schanze, auf der der Wettbewerb stattgefunden hat.
- Saison: Nennt die Saison, in welcher der Weltcup ausgetragen wurde.

## Veranstaltungsorte
| Land               | Ort               | Schanze                                 | Saison                                                                                             |
| ------------------ | ----------------- | --------------------------------------- | -------------------------------------------------------------------------------------------------- |
| Deutschland        | Oberhof           | Schanzenanlage im Kanzlersgrund         | 2002/03, 2003/04, 2004/05, 2005/06, 2007/08, 2008/09, 2009/10                                      |
| Deutschland        | Oberstdorf        | Erdinger Arena                          | 2003/04, 2006/07, 2011/12, 2013/14                                                                 |
| Deutschland        | Oberwiesenthal    | Fichtelbergschanze                      | 1983/84, 1984/85, 1985/86, 1986/87, 1988/89, 1990/91, 1996/97, 1997/98, 1998/99, 1999/00, 2001/02  |
| Deutschland        | Klingenthal       | Vogtland Arena                          | 2007/08, 2008/09, 2011/12, 2012/13, 2012/13, 2017/18, 2018/19                                      |
| Deutschland        | Reit im Winkl     | Reit-im-Winkl-Schanzen                  | 1986/87, 1988/89, 1989/90, 1999/00, 2000/01, 2001/02, 2003/04                                      |
| Deutschland        | Ruhpolding        | Große Zirmbergschanze                   | 2004/05, 2005/06, 2006/07                                                                          |
| Deutschland        | Schonach          | Langenwaldschanze                       | 1983/84–1986/87, 1988/89, 1990/91–1999/00, 2001/02, 2003/04–2005/06, 2007/08–2010/11, seit 2012/13 |
| Estland            | Otepää            | Tehvandi-Schanze                        | 2017/18, 2018/19                                                                                   |
| Finnland           | Kuopio            | Puijo-Schanze                           | 2000/01, 2001/02, 2015/16                                                                          |
| Finnland           | Kuusamo           | Rukatunturi-Schanze                     | 2002/03–2013/14, seit 2016/17                                                                      |
| Finnland           | Lahti             | Salpausselkä-Schanze                    | 1983/84–1986/87, 1989/90–1992/93, 1995/96–1999/00, 2001/02–2013/14, seit 2015/16                   |
| Finnland           | Rovaniemi         | Ounasvaara-Schanze                      | 1987/88, 1996/97, 1997/98, 1998/99                                                                 |
| Finnland           | Vuokatti          | Skisprungschanze Vuokatti               | 1992/93, 1993/94, 1994/95, 1999/00                                                                 |
| Frankreich         | Autrans           | Tremplin du Claret                      | 1986/87                                                                                            |
| Frankreich         | Courchevel        | Tremplin du Praz                        | 1991/92, 1992/93                                                                                   |
| Frankreich         | Chaux-Neuve       | Stade de la Côté Feuillée               | 1995/96, 1997/98–2002/03, seit 2008/09                                                             |
| Italien            | Pragelato         | Stadio del Trampolino                   | 2004/05                                                                                            |
| Italien            | Santa Caterina    | Trampolino I Sauc                       | 1999/00                                                                                            |
| Italien            | Tarvis            | Fratelli Nogara                         | 1985/86                                                                                            |
| Italien            | Val di Fiemme     | Trampolino dal Ben                      | 1994/95, 1995/96, 1996/97, 1998/99–2001/02, 2003/04, 2005/06–2009/10, 2011/12, seit 2014/15,       |
| Japan              | Hakuba            | Hakuba-Schanzen                         | 1996/97, 1999/00, 2002/03, 2017/18                                                                 |
| Japan              | Nayoro            | Piyashiri                               | 2000/01, 2003/04                                                                                   |
| Japan              | Nozawa Onsen      | Mukobayashi                             | 1999/00                                                                                            |
| Japan              | Sapporo           | Ōkurayama-Schanze/Miyanomori-Schanze    | 1993/94, 1994/95, 1997/98, 1999/00, 2000/01, 2002/03–2005/06, 2014/15, 2016/17                     |
| Kanada             | Calgary           | Alberta Ski Jump Area                   | 1986/87                                                                                            |
| Kanada             | Thunder Bay       | Big Thunder                             | 1988/89, 1993/94                                                                                   |
| Kanada             | Whistler          | Whistler Olympic Park Ski Jumps         | 2008/09                                                                                            |
| Kasachstan         | Almaty            | Gorney Gigant                           | 2011/12, 2012/13                                                                                   |
| Norwegen           | Lillehammer       | Lysgårds-Schanze                        | 1998/99, 2000/01, 2001/02, 2005/06, 2006/07, seit 2009/10                                          |
| Norwegen           | Trondheim         | Granåsen                                | 1990/91, 1991/92, 1993/94, 1995/96, 2001/02–2004/05, 2007/08, 2008/09, seit 2013/14                |
| Norwegen           | Oslo              | Holmenkollbakken/Midtstuen              | 1983/84–2007/08, 2009/10, seit 2011/12                                                             |
| Norwegen           | Vikersund         | Vikersundbakken                         | 2008/09                                                                                            |
| Österreich         | Bad Goisern       | Kalmberg-Schanzen                       | 1987/88, 1990/91, 1994/95                                                                          |
| Österreich         | Breitenwang       | Raimund-Ertl-Schanze                    | 1988/89, 1991/92, 1999/00                                                                          |
| Österreich         | Murau             | KLH-Arena                               | 1985/86, 1989/90, 1991/92, 1995/96                                                                 |
| Österreich         | Ramsau            | W90-Mattensprunganlage                  | 1997/98, 2001/02, 2002/03, seit 2005/06                                                            |
| Österreich         | Saalfelden        | Felix-Gottwald-Schisprungstadion        | 1988/89, 1989/90, 1992/93, 1993/94, 1996/97                                                        |
| Österreich         | Seefeld           | Toni-Seelos-Olympiaschanze              | 1983/84, 1987/88, 1995/96, 2003/04–2017/18                                                         |
| Polen              | Zakopane          | Wielka Krokiew/Średnia Krokiew          | 1998/99, 2001/02, 2006/07, 2007/08                                                                 |
| Russland           | Kawgolowo         | Tramplin Kawgolowo                      | 1984/85, 1986/87, 1989/90                                                                          |
| Russland           | Sotschi           | RusSki Gorki                            | 2012/13                                                                                            |
| Russland           | Tschaikowski      | Sneschinka                              | 2013/14                                                                                            |
| Schweden           | Falun             | Lugnet-Schanzen                         | 1983/84, 1986/87, 1987/88, 1988/89, 1990/91, 1994/95, 1995/96, 1997/98, 1998/99, 2013/14           |
| Schweden           | Örnsköldsvik      | Paradiskullen                           | 1989/90                                                                                            |
| Schweiz            | Le Brassus        | Tremplin de la Chirurgienne             | 1987/88                                                                                            |
| Schweiz            | St. Moritz        | Olympiaschanze                          | 1984/85, 1987/88, 1989/90, 1990/91, 1992/93, 1993/94, 1995/96, 1996/97, 1998/99                    |
| Slowakei           | Štrbské Pleso     | MS 1970 A&B                             | 1983/84, 1985/86, 1989/90, 1991/92, 1992/93, 1994/95, 1995/96, 1996/97, 1998/99, 2001/02           |
| Slowenien          | Planica           | Srednija                                | 1984/85                                                                                            |
| Südkorea           | Pyeongchang       | Alpensia Jumping Park                   | 2016/17                                                                                            |
| Tschechien         | Harrachov         | Čerťák                                  | 2002/03, 2005/06                                                                                   |
| Tschechien         | Liberec           | Ješted                                  | 1994/95, 1995/96, 1998/99, 1999/00, 2000/01, 2001/02, 2003/04, 2004/05, 2007/08, 2011/12           |
| Vereinigte Staaten | Lake Placid       | MacKenzie Intervale Ski Jumping Complex | 1988/89                                                                                            |
| Vereinigte Staaten | Park City         | Utah Olympic Park Jumps                 | 2000/01                                                                                            |
| Vereinigte Staaten | Steamboat Springs | Howelsen Hill                           | 1994/95–2001/02                                                                                    |